# رشید قدیروف
رشید قدیروف (انگلیسی: Rashid Kadyrov؛ زادهٔ ۲۴ فوریهٔ ۱۹۵۲) سیاستمدار اهل ازبکستان است. در سال ۲۰۰۴ به عنوان دادستان کل در دولت ازبکستان خدمت کرد. وی در ۲۲ فوریه ۲۰۱۸ به ظن سوء استفاده از مقام، سوء استفاده از قدرت و ارتشا بازداشت شد. گروه‌ها و سازمان‌های حقوق بشر ابراز نگرانی کردند که از زمان بازداشت او تحت شکنجه قرار گرفته‌است تا او را مجبور به متهم کردن خود کند.